# Ola Toivonen
Ola Toivonen (* 3. Juli 1986 in Degerfors) ist ein ehemaliger schwedischer Fußballspieler.

## Werdegang

### Durchbruch in Schweden
Toivonen ist finnischer Abstammung. Toivonen spielte in der Jugend bei Degerfors IF. 2005 kam er zu seinen ersten Einsätzen in einer schwedischen Jugendauswahl. In den folgenden Jahren etablierte er sich in den Jugendauswahlmannschaften und schaffte 2005 den Sprung in die Männermannschaft seines Heimatvereins, die in der Superettan spielte. In der Zweitligaspielzeit 2005 kam er auf 27 Ligaspiele, in denen er fünf Tore erzielte. Daher wurde man auch in der Allsvenskan auf ihn aufmerksam und im Winter 2006 verließ er Degerfors IF.
Toivonens neuer Klub wurde Örgryte IS. Als Stammspieler erzielte er sechs der 24 Saisontore und stieg mit dem Klub als Tabellenletzter ab. Während einerseits beim Verein der Erfolg ausblieb, konnte er sich in die schwedische U-21-Auswahl spielen. Nachdem er bei mehreren Spielen nur auf der Ersatzbank gesessen hatte, lief er am 14. November 2006 erstmals für die Landesauswahl auf und erzielte bei der 2:4-Niederlage gegen die französische U-21-Auswahl ein Tor. Nach dem Abstieg verließ er den Verein, um weiterhin erstklassig zu spielen.
Bevor er bei seinem neuen Klub Malmö FF in die Spielzeit 2007 startete, ließ ihn Nationaltrainer Lars Lagerbäck in der schwedischen Nationalmannschaft debütierten. Bei der 0:2-Niederlage gegen Venezuela am 14. Januar 2007 des Jahres trug er das Trikot mit der Rückennummer 10 und wurde nach 60 Spielminuten durch Rade Prica ersetzt. Nach einem weiteren Länderspieleinsatz kam er in den folgenden Jahren nur noch in der U-21-Mannschaft zum Einsatz.
In der Vereinsmannschaft etablierte sich Toivonen als Stammspieler. Mit MFF erreichte er den neunten Rang der Allsvenskan und erzielte drei Tore. In der folgenden Spielzeit gelang ihm der Durchbruch. Zwar verpasste er mit dem Klub als Tabellensechster erneut den Europapokal, erzielte jedoch 14 Tore und bereitete weitere sieben Tore vor. Damit machte er international auf sich aufmerksam und Vereine wie West Ham United meldeten Interesse an einer Verpflichtung.

### Über die Niederlande in die Ligue 1
Letztlich wechselte Toivonen im Januar 2009 zur PSV Eindhoven in die niederländische Eredivisie. Nachdem er am 24. Januar gegen NAC Breda sein Debüt in der Liga absolviert hatte, trug er sich bei seinem zweiten Einsatz, einem 3:0-Auswärtssieg bei De Graafschap neben dem doppelten Torschützen Ibrahim Afellay in die Torschützenliste ein. Als Stammspieler kam er bis Saisonende auf 14 Ligaeinsätze und schoss sich mit sechs Saisontoren in die Liste der fünf besten vereinsinternen Torschützen hinter Afellay, Balázs Dzsudzsák, Danny Koevermans und Danko Lazović. Parallel wurde er weiterhin in die schwedische U-21-Nationalmannschaft berufen; Ende Mai 2009 nominierten ihn die Trainer Tommy Söderberg und Jörgen Lennartsson für die U-21-Europameisterschaftsendrunde im Sommer in Schweden. Dort trug er mit drei Toren in vier Spielen zum Erreichen des Halbfinals bei, in dem die Mannschaft ausschied, und war hinter Marcus Berg zweitbester Torschütze der Auswahl im Turnierverlauf.
In der dem Turnier folgenden Ehrendivisionsspielzeit 2009/10 gehörte Toivonen zu den regelmäßigen Torschützen; allein beim 5:1-Auswärtserfolg bei ADO Den Haag im November markierte er vier Treffer. Im Laufe des Jahres kehrte er in den Kreis der A-Nationalmannschaft zurück. Bis zum Saisonende erzielte er 13 Tore in der Meisterschaft, als bester vereinsinterner Torschütze führte er den Klub als Tabellendritten in den Europapokal. Dort war er auch in der Play-off-Runde der UEFA Europa League 2010/11 gegen den FK Sibir Nowosibirsk erfolgreich, als die Mannschaft mit einem 5:0-Rückspielsieg die Hinspielniederlage wettmachte und die Gruppenphase erreichte. Während er sich in der Meisterschaft als regelmäßiger Torschütze auszeichnete – mit 15 Saisontoren war er am Saisonende erneut treffsicherster Stürmer seines Vereins –, zog er mit der Mannschaft im Europapokal ins Viertelfinale ein. Dort bremste ihn eine Oberschenkelverletzung, die einen Einsatz im Spiel gegen Benfica Lissabon unmöglich machte. Mit einer 1:4-Hinspielniederlage und einen 2:2 im Rückspiel schied die Mannschaft ohne ihn aus. Über einen erneuten dritten Tabellenrang qualifizierte er sich jedoch erneut für die Europa League.
In der Winterpause der Saison 2013/14 verließ er Eindhoven nach fünf Jahren und wechselte zum Ligue 1-Verein Stade Rennes.
Mit der Nationalmannschaft war Toivonen ähnlich erfolgreich. In der Qualifikation zur Europameisterschaft 2012 hatte er sich im Kader der Landesauswahl festgesetzt und war regelmäßig zum Einsatz gekommen. Hinter der niederländischen Auswahl belegte er den zweiten Platz in der Qualifikationsgruppe E. Kurze Zeit später verlängerte er seinen Kontrakt bei der PSV Eindhoven bis zum Sommer 2014. In der Spielzeit 2011/12 bildete er mit dem am Ende der Transferperiode im August hinzugekommenen Slowenen Tim Matavž das erfolgreiche Sturmduo des Klubs. Während er mit 18 Saisontoren abermals überzeugte und sich an sechster Stelle der Torschützenliste der Eredivisie platzierte, belegte er mit seinem Klub erneut den dritten Tabellenplatz. Kurz nach Saisonende berief ihn Nationaltrainer Erik Hamrén in seinen 23 Spieler umfassenden Kader für die Europameisterschaft in Polen und der Ukraine, bei der er einer von 20 im Ausland aktiven Spielern war.

### Kleiner Abstecher nach England und Rückkehr nach Frankreich
Am 28. August 2015 wurde er in die englische Premier League zum AFC Sunderland verliehen. Dort traf er nicht nur auf seinen ehemaligen PSV-Trainer Dick Advocaat, sondern auch auf seinen Landsmann Sebastian Larsson. Auch nach einem Trainerwechsel zu Sam Allardyce im Oktober kam er bis zum Jahreswechsel noch regelmäßig zum Einsatz, nach der Wintertransferperiode rückte er jedoch dauerhaft ins zweite Glied und bestritt beim 2:1-Heimerfolg über Manchester United im Februar, bei dem er als Einwechselspieler für Lee Cattermole die letzten fünf Spielminuten auf dem Platz stand, das letzte seiner insgesamt 14 Pflichtspiele für den Klub. Dabei war er zwölf Mal in der Meisterschaft zum Einsatz gekommen, bei der 1:4-Niederlage gegen Manchester City in der dritten Runde des League Cup 2015/16 war ihm mit dem Ehrentreffer zum Endstand sein einziges Tor für die erste Mannschaft geglückt. Für die Reservemannschaft lief er zwei Mal im Jahr 2016 auf, dabei erzielte er zwei Tore. Zwar hatte er sich im Laufe der Zeit im Kreis der Nationalmannschaft gehalten, letztlich schaffte er es jedoch nicht in den endgültigen schwedischen Kader für die EM-Endrunde 2016, bei der die Schweden ohne Sieg blieben und als Gruppenletzter frühzeitig ausschieden.
Anfang August 2016 wechselte Toivonen zum FC Toulouse, bei dem er einen Drei-Jahres-Vertrag unterzeichnete. Drei Wochen später nahm der Klub mit Jimmy Durmaz einen weiteren Schweden unter Vertrag. Bei seinem neuen Klub schwankte Toivonen zwischen Startelf und Ersatzbank, letztlich stand er nur bei 19 seiner 35 Saisoneinsätze in der Spielzeit 2016/17 zu Spielbeginn auf dem Feld. Dennoch kehrte er im Saisonverlauf wieder in die Nationalmannschaft zurück, zudem erzielte er sieben Saisontore. Dabei gelang ihm ein Hattrick im Spiel gegen den FC Lorient im Dezember 2016, als er beim 3:2-Heimsieg alle drei Tore seines Klubs erzielte. In der folgenden Spielzeit, in der im Herbst 2017 in den Play-off-Spielen gegen Italien Toivonen an der erfolgreichen Qualifikation für die Weltmeisterschaftsendrunde 2018 nach einem 1:0-Heimerfolg und einem 0:0-Unentschieden im Rückspiel mitwirkte, blieb er auf Vereinsebene ohne Torerfolg. Damit konnte er sich einerseits erneut nicht als Stammspieler etablieren, andererseits rutschte der Klub auf einen Relegationsplatz ab. Er bestritt beide gegen AC Ajaccio gewonnene Spiele, beim 3:0-Auswärtserfolg im Hinspiel wurde er aber erst nachdem der Endstand erzielt worden war eingewechselt. Trotz der Torlosigkeit hielt Nationaltrainer Janne Andersson an ihm fest und berief ihn im Juni 2018 in den Kader für die anstehende Weltmeisterschaft.

## Erfolge
- Niederländischer Pokalsieger: 2012
- Niederländischer Superpokalsieger: 2012
- Schwedischer Meister: 2020, 2021
- Schwedischer Pokalsieger: 2022